# Calligraphie extrême-orientale
La calligraphie extrême-orientale, chinois simplifié : 书法 ; chinois traditionnel : 書法 ; pinyin : shūfǎ ; litt. « méthode, art d'écrire » ; en coréen seoye hanja : 書藝 ; hangeul : 서예 (« art d'écrire »), en japonais : shodō (書道, « voie de l'écriture »), désigne l'ensemble des arts de la calligraphie des caractères chinois han.
En japonais, il désigne également la calligraphie des kanas, syllabaires typiquement japonais extraits des caractères chinois. Quels que soient les styles et la démarche propres à l'artiste, la calligraphie est un art de l'écriture, que ce soit d'une langue ou d'une écriture abstraite (voir Calligraphie).
En coréen, la calligraphie concerne également l'écriture hangeul.
Toujours en Extrême-Orient, les peuples Mongols et Toungouses, présents en Mongolie, Chine et Russie (partie sibérienne (mais aussi Europe avec les Kalmouks), utilisent la calligraphie de l'écriture ouïghoure, quasi systématiquement en Chine et plus marginalement en Mongolie et en Russie, tandis que dans ces derniers pays, la calligraphie de l'alphabet cyrillique est davantage utilisé.
Les Aïnous, présents à Sakhaline et dans les îles Kouriles, en Russie, ou encore à Hokkaidō, au nord du Japon, utilisent quant à eux le cyrillique en Russie et le syllabaire kana japonais dans leur partie japonaise.
Les différents types de calligraphies sont généralement liés à des écoles, qui enseignent l'art de faire de beaux caractères dans un type d'écriture existant, avec un certain style, ou bien dans les formes contemporaines dans un mélange d'écritures, voire dans une langue inexistante sous forme abstraite, pour conserver l'essence de la calligraphie, la beauté du geste, du caractère et ou de l'écriture dans son ensemble. Quelle que soit l'origine sur la planète, la calligraphie, à l'instar de la peinture et d'autres arts plastiques, demande l'utilisation de l'ensemble du corps pour s’exprimer pleinement.

## Éléments techniques

### Outils et nomenclature

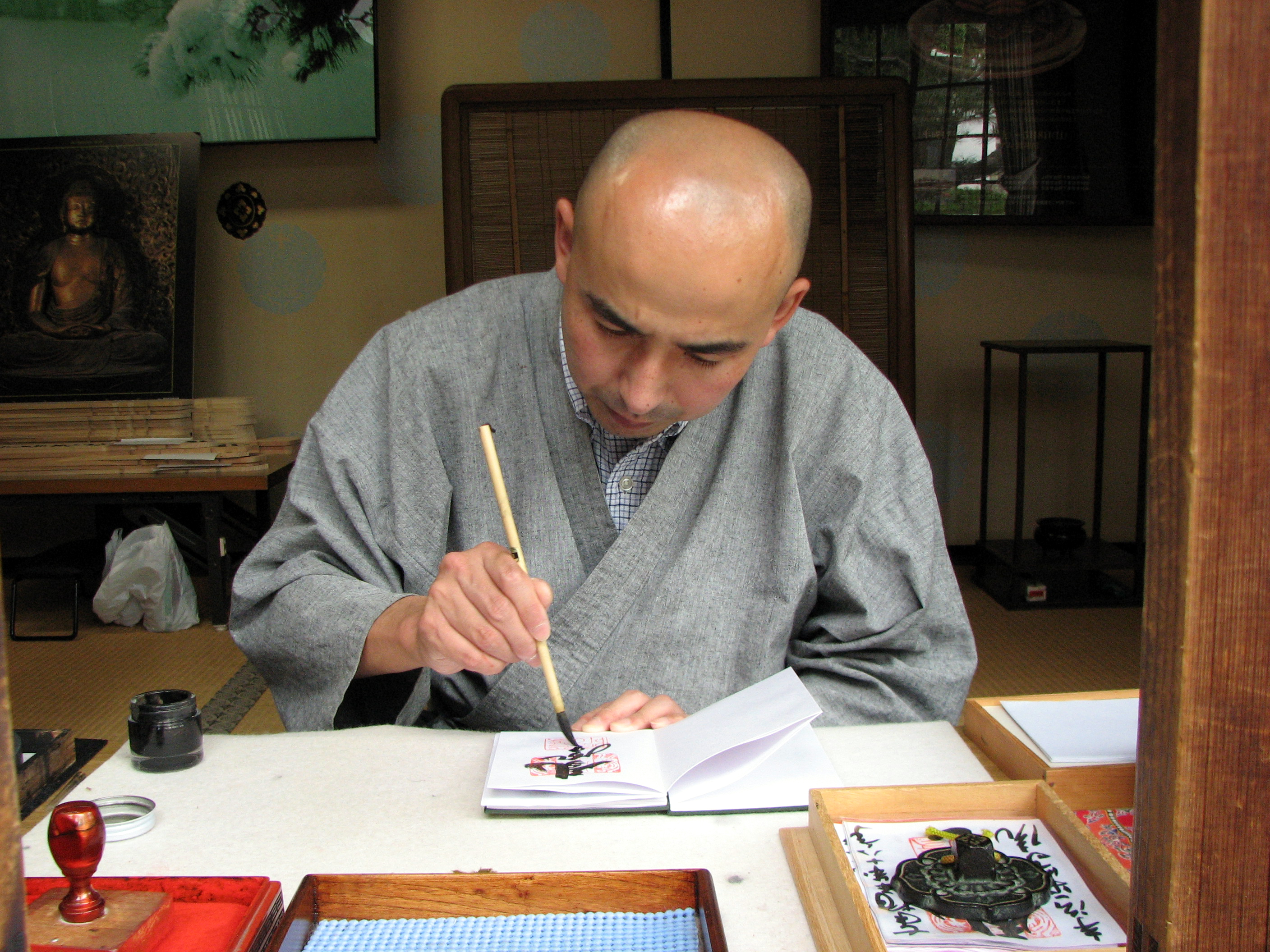
Calligraphie par un moine du Byōdō-in au Japon.

La calligraphie extrême-orientale s'est forgée avec ses outils de base que sont l'encre de Chine (voir aussi : encre en bâton, pour la calligraphie et la peinture en Chine), la pierre à encre, la verseuse, le pinceau de calligraphie, la surface-support : bambou (à l'intérieur de lattes de bambou fendu) et soie (soie grège), puis papier (voir aussi papier de Chine, papier de riz et papier de soie).
Les contraintes techniques et le passage du temps ont produit différentes évolutions et styles calligraphiques majeurs : Oracle (ch. simp. : 甲骨文 ; py : jiǎgǔwén), Bronze (py : jīnwén), Sceau (ch. simp. : 篆文 ; py : zhuànwén) Grand Sceau (py : dàzhuàn) puis unifiés en Petit Sceau (py : xiǎozhuàn), Scribe (ch. trad. : 隸書 ; ch. simp. : 隶书 ; py : lìshū), régulier (ch. trad. : 楷書 ; ch. simp. : 楷书 ; py : kǎishū), semi-cursif ou courant (ch. trad. : 行書 ; ch. simp. : 行书 ; py : xíngshū), et cursif (ch. simp. : 草書 ; py : cǎoshū) (« calligraphie en herbe », parfois traduit par « cursive folle »). Les traces de ces différents styles historiques sont plus ou moins bien conservées selon les époques et les supports employés alors, le papier et l'encre résistant mal au temps.

### Antiquité
Ainsi, bien que l'écriture de ces caractères semble toujours s'être faite d'abord à l'encre, l'époque des inventions remontant à la Chine archaïque (pré-impériale) et principalement connues par les gravures de caractères sur carapaces de tortues, c'est le style Oracle (p:jiǎgǔwén), et les vases rituels de bronzes gravés de caractères, c'est le style Bronze (p:jīnwén).

### Chine impériale

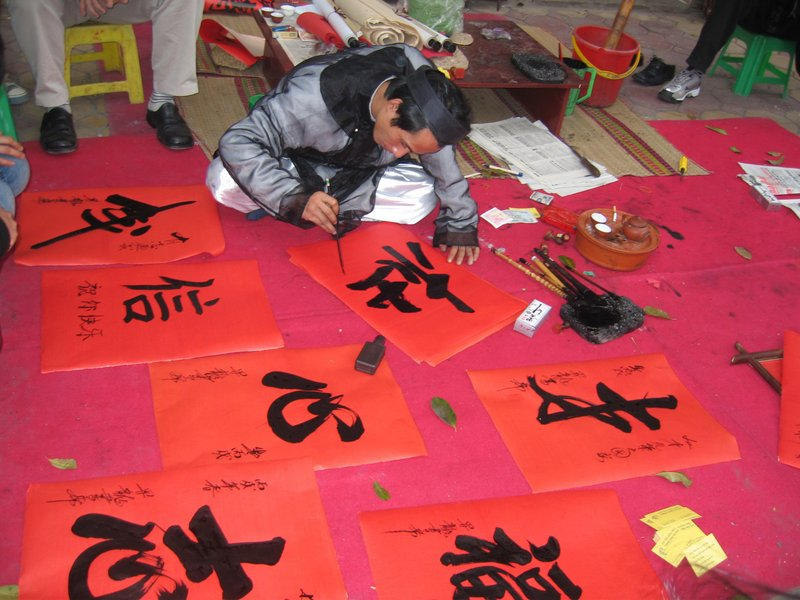
Calligraphie au Viêt Nam

L'époque des grandes innovations englobe les dynasties Qin (-221 ; -206) et Han (-206 ; + 220). L'époque des premiers empires est surtout connue par les gravures sur stèles, c'est le style Petit Sceau (p:xiǎozhuàn), et par quelques soieries. Les styles postérieurs (époque médiévale chinoise) ayant laissé de nombreuses stèles ainsi que de nombreux papiers et soieries témoignant des styles Scribe (p:lìshū), Régulier (p:kǎishū), Semi-Cursif (p:xíngshū), et Cursif (p:cǎoshū). La clarté des styles Scribe, puis Régulier, les a destinés aux usages officiels, tandis que les rapides et efficaces styles Semi-Cursif et Cursif étaient employés pour les usages privés ou pour des jeux artistiques. Aussi, à la fin des Han (+ 220), les styles calligraphiques majeurs étaient déjà établis, sauf le Régulier, plus tardif. La pratique calligraphique se concentre dès lors sur ces styles majeurs, tandis que les artistes se donnaient plus de liberté.
Suit l'époque de la diffusion de ces pratiques d'écritures aux régions limitrophes que représentaient le nord de la Chine, la proto-Corée, les oasis du Tarim lors des 500 premières années de l'ère chrétienne. Suivirent le Japon médiéval montant, les peuples de Mandchourie, ceux des steppes, ceux du plateau tibétain (vers 640) et ceux du Viêt Nam qui acquirent un usage au moins temporaire des caractères chinois et de la pratique calligraphique. Sortent ici du lot les pratiques variantes japonaises et coréennes encore vivantes aujourd'hui.

### Monde chinois moderne

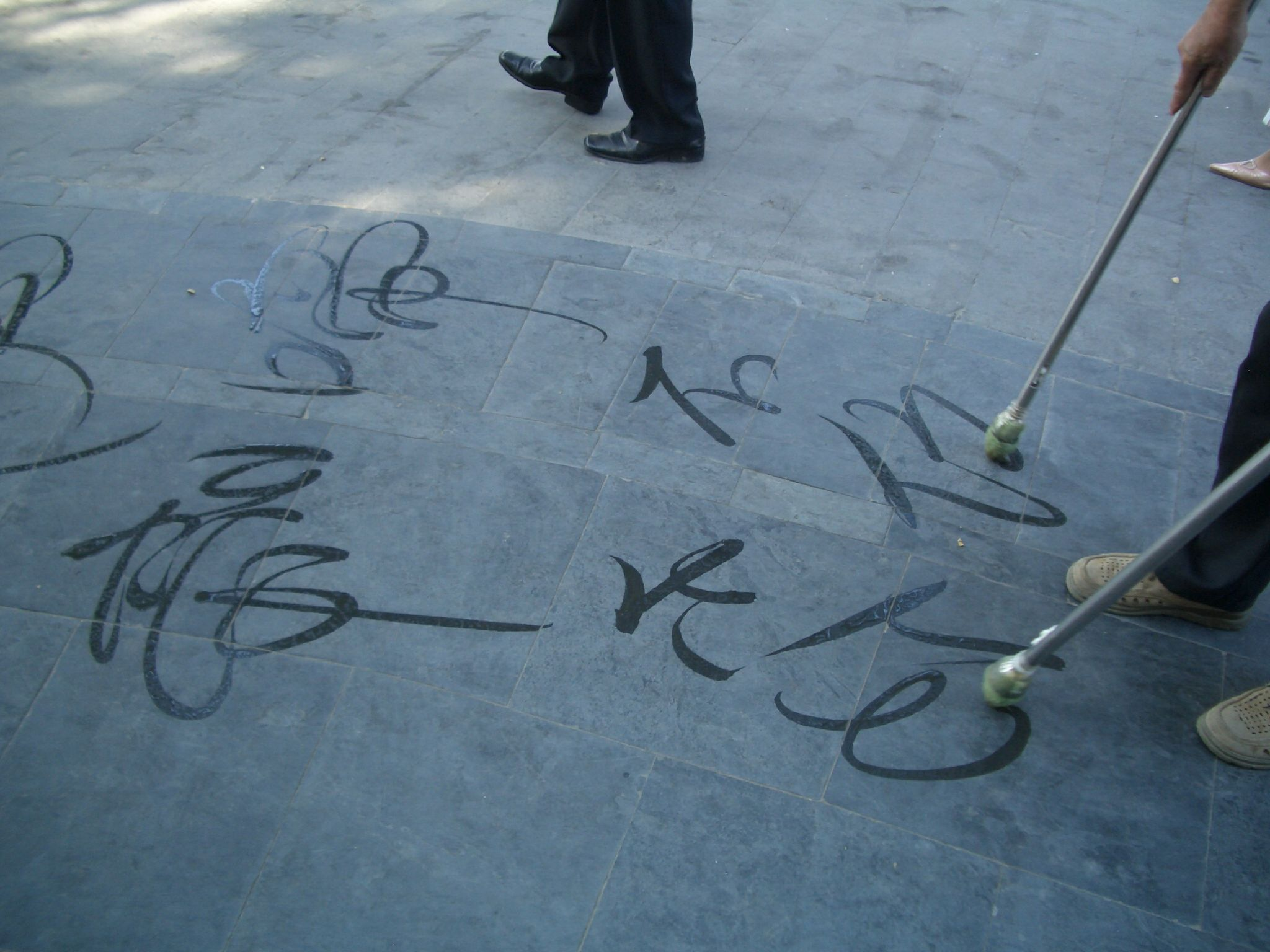
calligraphie à l'eau telle que pratiquée dans les parcs, en Chine, de nos jours

Dans le monde chinois (les pays écrivant ou ayant écrit en chinois) moderne, une distinction se fait selon les aires culturelles. Chaque région a trouvé sa voie pour s'adapter aux contraintes des nouveaux outils, que ce soit pour l'impression, l'apprentissage de la prononciation des caractères, l'utilisation d'internet, etc.). Aux nouvelles formes d'écritures sont associées de nouvelles formes de calligraphies, mélangeant parfois plusieurs de ces graphies.
La calligraphie à l'eau s'est développée dans les parcs publics en Chine. Des longs pinceaux sont utilisés. Ils sont trempés dans des seaux d'eau et la calligraphie est exécutée sur les pavés du parc. Elle s'évapore en séchant après quelques minutes.

#### Évolution des écritures imprimées, électroniques et manuscrites

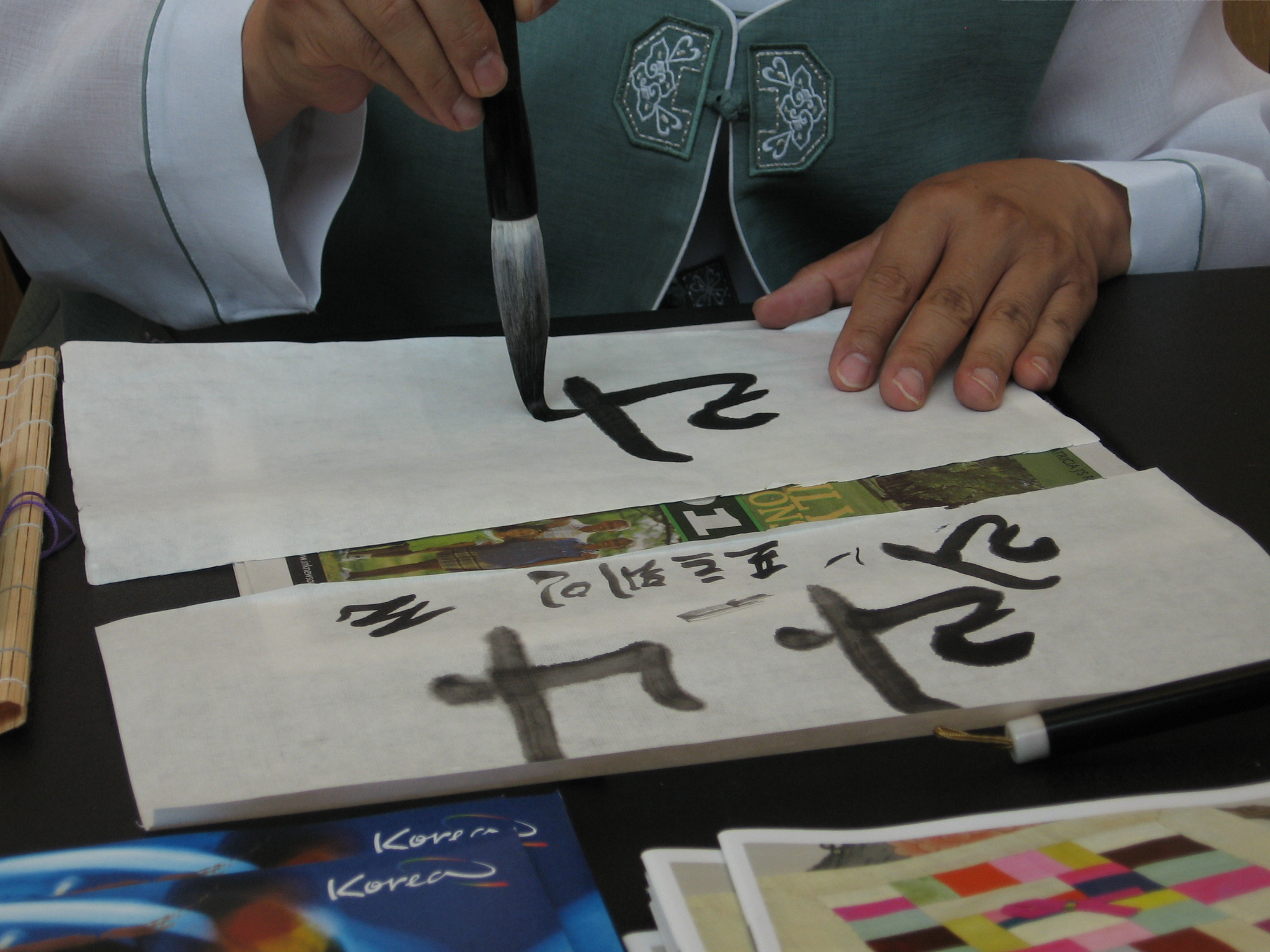
Calligraphie de l'écriture hangeul en Corée

À Taïwan, Hong Kong, Macao, Singapour et chez certains Chinois d'outre-mer, la tradition de l'écriture où les signes sont tracés en colonnes, de haut en bas et de droite à gauche se poursuit encore largement. Les ouvrages anciens sont donc, pour ces Chinois, d'une lecture aisée puisque la langue n'a fait que s'enrichir des concepts modernes et de modernisation de la typographie, le fond restant identique depuis l'Antiquité. Sur internet par contre, l'écriture des sites web ou des différents logiciels est quasi totalement écrite de gauche à droite puis de haut en bas. L'écriture manuscrite y est également souvent faite de gauche à droite puis de haut en bas. L'apprentissage de la prononciation se fait à l'aide des zhuyin (également appelés bopomofo), motifs découpés dans les caractères chinois.
En République populaire de Chine par contre, on a généralisé les signes de gauche à droite et à l'horizontale. Seuls les textes anciens et certains ouvrages d'érudition y sont encore imprimés à l'ancienne, suivant en cela la règle qui continue toujours à s'appliquer, où que l'on soit, en calligraphie. Dans les journaux, les deux formules sont combinées. L'apprentissage de la prononciation ne se fait plus avec des caractères dérivés des caractères chinois (comme c'est encore le cas dans les aires du monde chinois utilisant encore l'écriture chinoise traditionnelle), mais du pinyin en minuscule caroline.
La Corée, sous l'influence de l'imprimerie à caractères mobiles, inventée en Chine puis améliorée en Corée, a commencé à changer de système d'écriture pour le hangeul, où chaque caractère représente une syllabe et est lui-même composé de caractères représentant des phonèmes. Cette écriture a majoritairement remplacé les hanja (caractères chinois han) au XXe siècle. On retrouve cependant toujours des hanja, lorsqu'il s'agit de fêtes religieuses ou de traditions populaires. L'écriture étant phonétique, il n'y a plus besoin de caractères pour l'apprentissage de la prononciation.
Au Viêt Nam, où l'utilisation courante des sinogrammes a été définitivement remplacée par la minuscule caroline, on ne trouve les caractères chinois calligraphiés que dans les lieux de culte. Comme pour le coréen, cette écriture étant purement phonétique, il n'y a plus d'écriture spécifique à l'apprentissage à la prononciation des caractères. La calligraphie dite latine, peut donc être utilisée pour calligraphier le vietnamien.
Au Japon, qui mélange caractères traditionnels ou simplifiés chinois (les deux étant appelés kanjis), et deux graphies (hiragana pour les mots locaux et katakana pour les mots étrangers) typiquement japonaises appelés ensemble kanas, on continue dans les livres à écrire de haut en bas, alors que sur les sites web et en général sur internet, à l'horizontale, de gauche à droite. Contrairement aux Chinois de plus de 40 ans, ou Taïwanais, Hongkongais, Macanais, Singapouriens, la majorité des Japonais d'aujourd'hui ne peuvent plus décoder les textes des estampes de l'époque d'Hiroshige, où les caractères typiquement japonais (kanas) étaient très rares. Aujourd'hui, pour apprendre la prononciation des caractères chinois, les Japonais utilisent les furiganas, kanjis surmontés de kanas.
Il arrive parfois d'avoir en Corée ou au Japon, des textes en chinois à usage décoratif, mais n'ayant aucun sens, les lecteurs n'étant majoritairement plus capables de décoder que quelques-uns de ces caractères (des dizaines en Corée, quelques milliers au Japon).

### Types d'écriture en République populaire de Chine

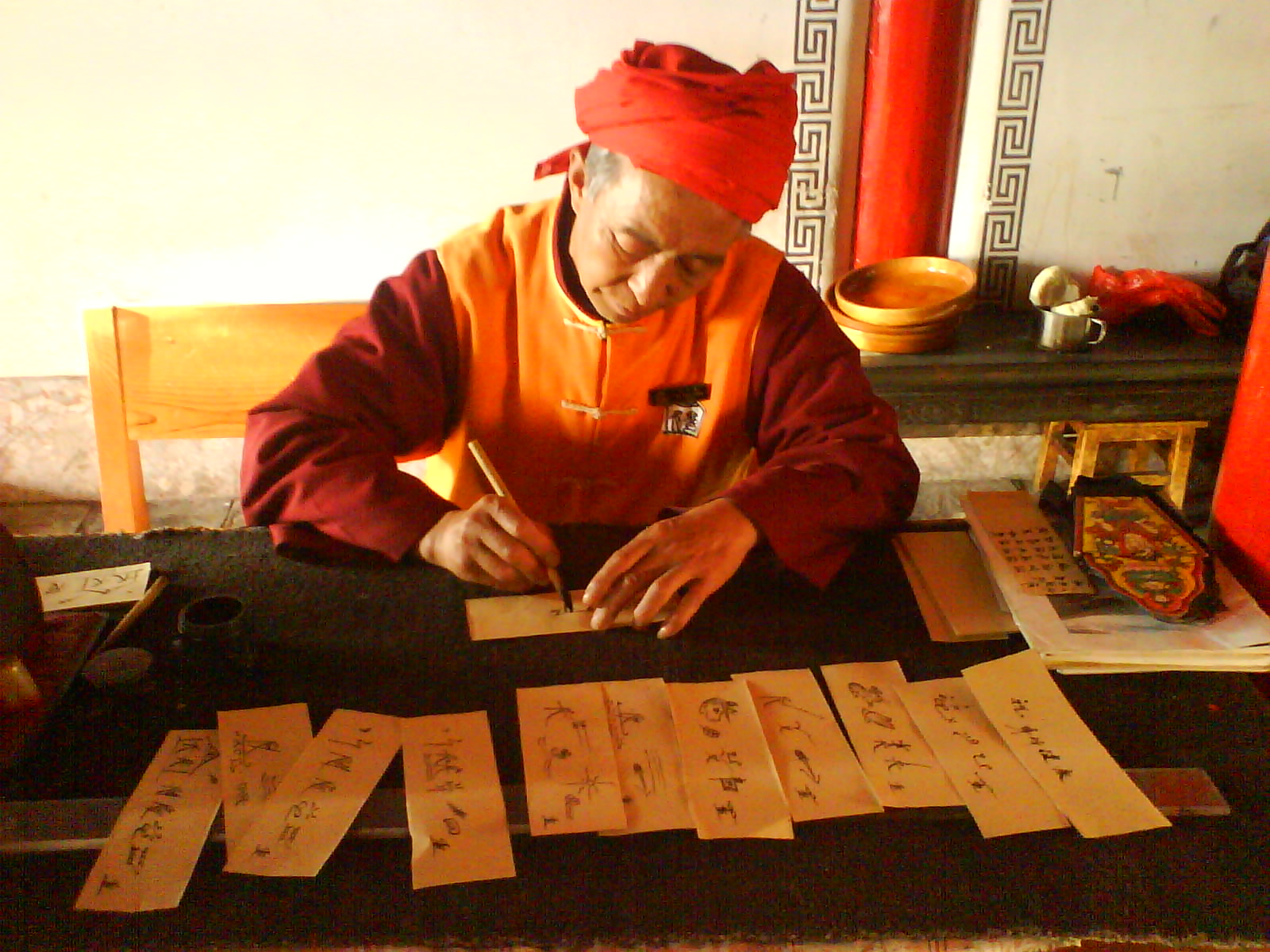
Oracle dongba calligraphiant en écriture dongba à Lijiang, Chine

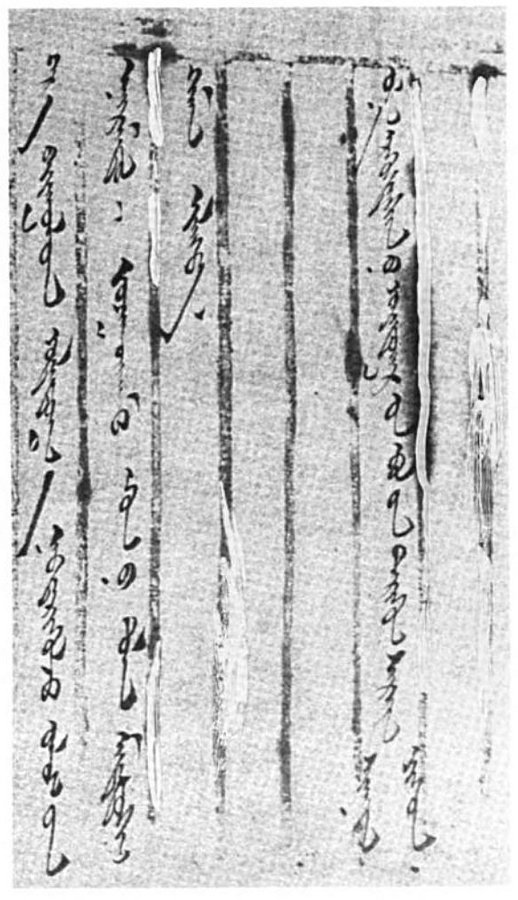
Lettre de prise de l'indépendance à la Chine de la Mongolie-Extérieure en 1912, à la suite du Soulèvement de Wuchang.

Il faut savoir que la République populaire de Chine comporte de nombreuses écritures, que ce soit dans les régions autonomes :
- Mongolie (écriture mongole dérivée de l'alphabet ouïghour, lui-même dérivée du sogdien), la calligraphie utilise traditionnellement un pinceau, mais également le stylo aujourd'hui.
- Tibet (alphasyllabaire tibétain, dérivé d'une écriture indienne, elles-mêmes dérivées du brahmi).
- Xinjiang (différentes écritures dont l'alphabet arabo-persan adaptées aux langues turques (notamment ouïghour, kazakh ou au langues persanes (notamment tadjik), la calligraphie utilise un calame ou une plume.

Mais en dehors de ces plus grandes minorités, il existe également d'autres écritures dans des districts autonomes, avec par exemple :
- Le mandchou et l'evenki ou le xibe (dérivé de l'écriture mongole) dans le nord-est de la Chine (région parfois appelée Mandchourie), deux langues toungouses.
- Le hangeul coréen par la minorité Chaoxian, près de la Corée. Il est probablement dérivé de l'écriture phagpa, qui est un dérivé au XIIIe siècle de l'alpha-syllabaire tibétain pour la langue mongole, sous la dynastie Yuan, mongole, de Chine.

La province du Yunnan, par exemple, située entre la Birmanie, le Laos, le Viêt Nam, le plateau du Tibet, les provinces du Sichuan et la région autonome du Guangxi, est la province comportant le plus de minorités en Chine avec également différentes écritures.
- L'ethnie Daizu, d'origine thaï, dans le sud à Xishuangbanna, utilise l'écriture tai lü, une écriture locale proche des écritures de minorités thaï.
- Les Naxi et les Moso, dans le Nord, minorités dont la culture conserve des religions tibétaines pré-bouddhiques, animistes, proche du Bön, et qui écrivent en dongba, la plus ancienne écriture purement pictographique au monde. Elle est calligraphiée en utilisant le calame.
- Une minorité de culture tibétaine dans la préfecture autonome tibétaine de Dêqên.

Il existe également des écritures han différentes, dans certaines autres aires géographiques, toutes ces écritures ont tout naturellement une calligraphie propre, avec des outils propres. Les Hui par exemple utilisent un alphabet proche de celui des Ouïgours.

#### Influence de la mondialisation
Dans une époque où l'influence culturelle des échanges de la mondialisation est importante, comme dans toutes les écritures de la planète, les calligraphies de ces écritures ont intégré certains aspects de calligraphies venant de l'autre bout du monde. On peut par exemple trouver des caractères chinois tagués sur les murs dans un style proche des graffeurs de New York ou de ceux d'Europe. On retrouve également l'influence de la calligraphie chinoise dans les calligraphies occidentales, qui n'ont parfois plus réellement un but textuel mais deviennent abstraites, pour la pure beauté de l'écriture.

#### Principes minimaux de composition des caractères han
Il existe plusieurs catégories de caractères, simples ou composés (composés d'éléments simples). Xu Shen (许慎 / 許慎, Xǔ Shèn 58 – 147, des Han Orientaux) auteur du premier grand dictionnaire étymologique de l'écriture chinoise, le Shuowen jiezi (说文 / 說文解字, shuōwén jiězì), sert de référence :
- Les pictogrammes, simples, xiangxingzi (象形字, dessins simplifiés d'objets ou de phénomènes. Xu Shen en mentionne 364.
- Les idéogrammes simples, zhishizi, « désignant un état de chose ». Xu Shen en mentionne 125, parmi lesquels les chiffres.
- Les caractères produits par la rencontre de deux significations, idéogrammes composés ou huiyizi(会意字). Xu Shen en répertorie 1 168.
- Les caractères à forme et à son, ou idéo-phonogrammes, xingshengzi(形声字). À la différence des précédents, apparus dès les origines, cette dernière catégorie s'est composée au cours de l'Antiquité chinoise et s'est achevée au début de notre ère. Depuis lors, plus des neuf-dixièmes des caractères en usage sont de ce type[2].

Chaque caractère est inscrit dans un carré, ou un rectangle d'égale grandeur. Mais les calligraphes s'autorisent certaines libertés avec la règle. Les caractères sont centrés et leur composition graphique se structure à l'intérieur d'une forme géométrique simple, pour ce qui est de l'écriture régulière. Les éléments qui constituent le caractère sont proportionnés en conséquence de la place qui leur est dévolue. Ils peuvent donc s'étirer, s'aplatir, avoir une taille très réduite, et s'ils sont redoublés être l'objet de légères variations dans le redoublement. Avec son aspect centré, frontal mais aussi le fait que les éléments s'organisent avec dissymétrie et que certains sont plus grands que d'autres, ou décalés par rapport aux autres, tous ces jeux compositionnels lui donnent les caractéristiques du vivant. Jean François Billeter évoque à ce propos la comparaison avec la statuaire classique, et l'opposition entre jambe d'appui et jambe fléchie dans le contrapposto.
L'énergie qui émane du caractère calligraphié doit être concentrée et animée pour qu'elle paraisse belle. on apprécie aussi le bonheur des solutions apportées par le calligraphe aux questions de proportions et d'équilibre qui structurent les caractères.

#### Usages et culture ancienne
L'on peut ensuite distinguer la pratique calligraphique mettant l'accent sur la maitrise, la solidité des traits, l'élégance de l'ensemble avec de grands maîtres tels Yan Zhenqing, et l'art calligraphique mettant de plus en plus l'accent sur la création qui doit surprendre et est souvent le cœur d'un ensemble décoré. La calligraphie accompagne la peinture chinoise, soit comme une production écrite de l’auteur de la peinture soit un commentaire apposé par la suite. Dans quelques rares exemples, le peintre et le calligraphe ont travaillé de concert. C’est le cas de Shen Zhou et Wang Ao dans un album réalisé en commun en 1506-1509.

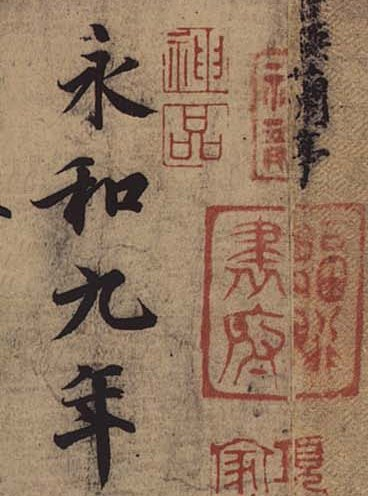
Détail d'une copie du Pavillon des orchidées de Wang Xizhi (vers 307-365), dynastie Jin de l'Est Chine du Sud. Écriture courante et sceaux, encre sur papier, rouleau horizontal, 24 × 88,5 cm l'ensemble. Palace Museum, Pékin.
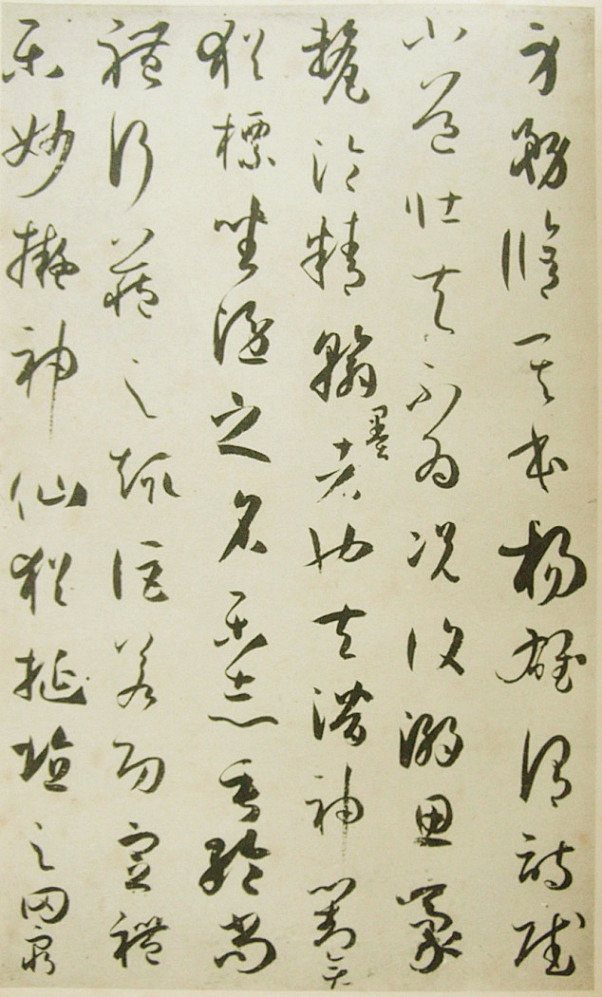
Texte de Sun Guoting (孙过庭) composé vers 650 en écriture d'herbes, caoshu, cursive très rapide. Dynastie Tang
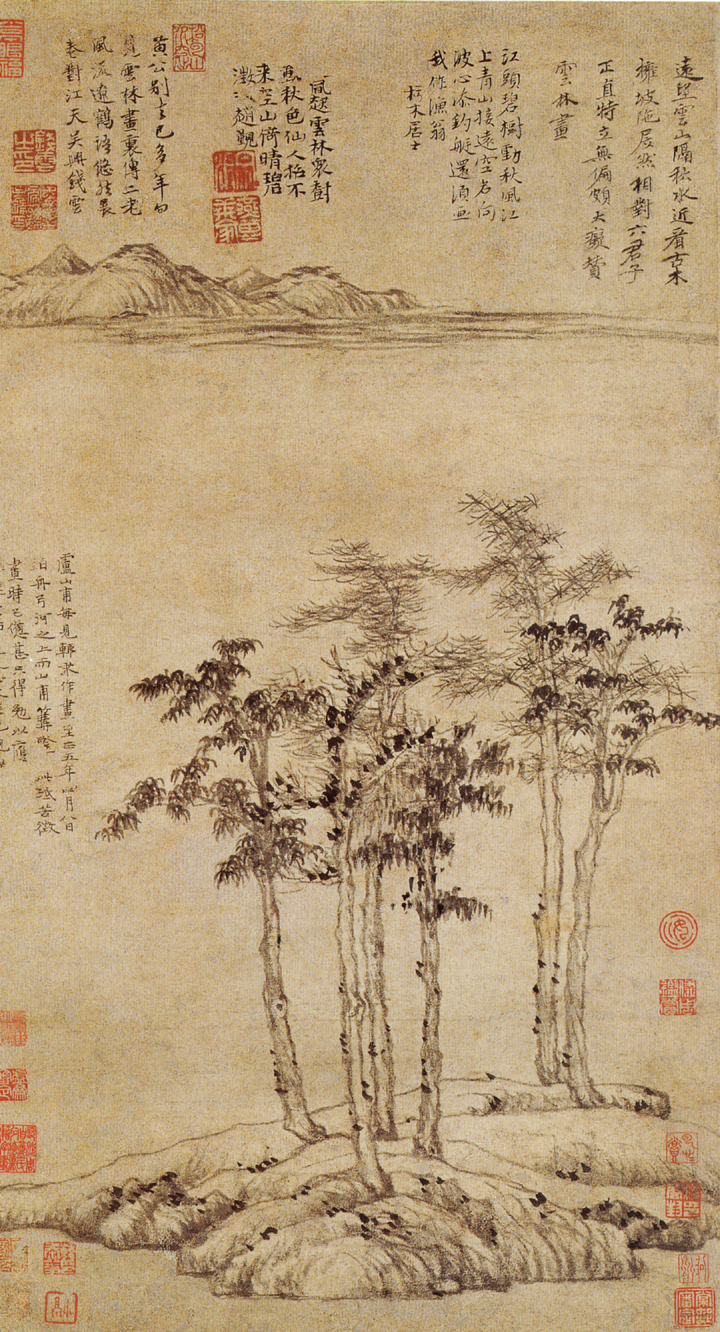
Six gentilshommes, daté de 1345, peinture et calligraphie de Ni Zan, quatrain de Huang Gongwang[3]. Dynastie Yuan. Rouleau mural, encre sur papier, 61,9 × 33,3 cm, Shanghai Museum.
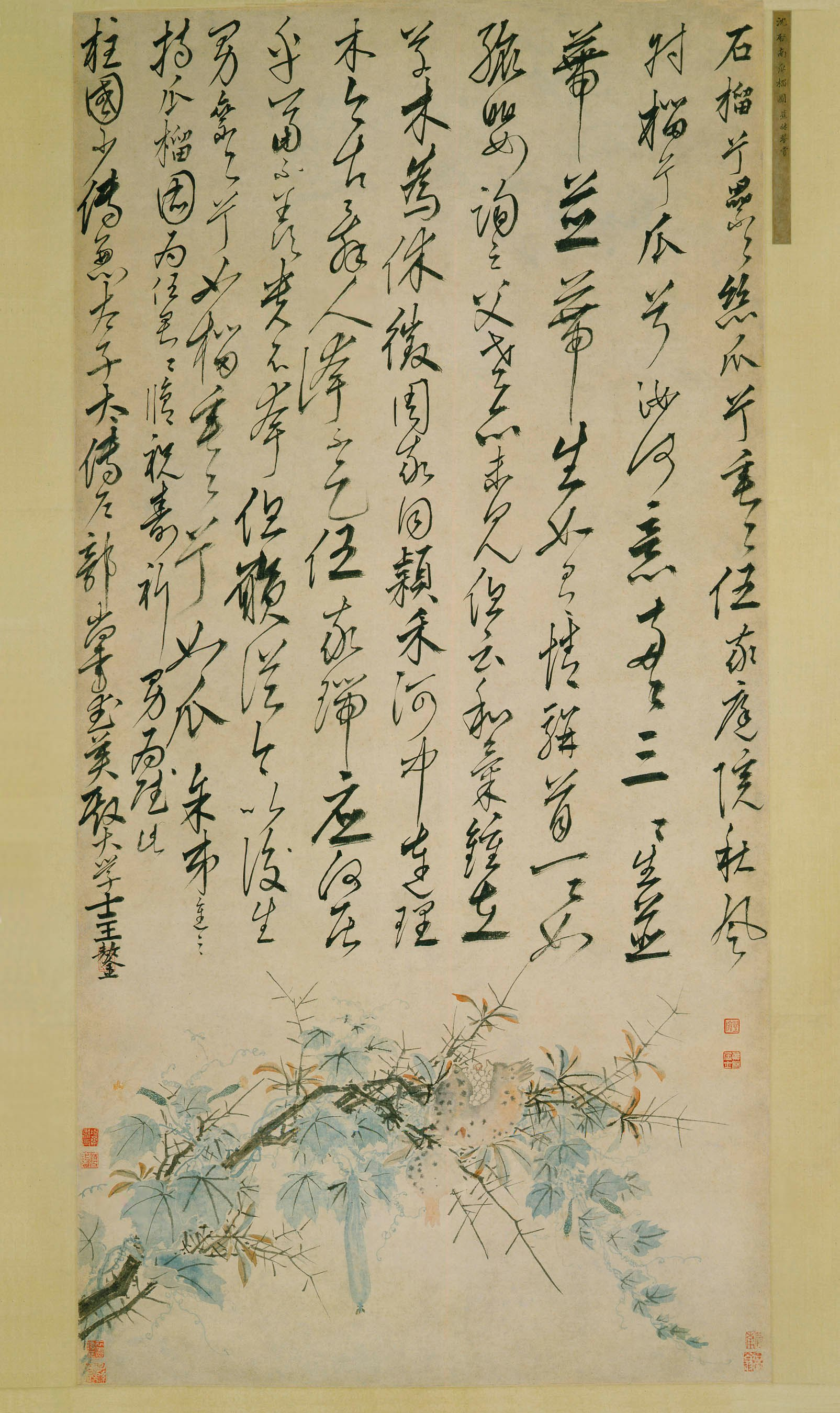
Ode à la grenade et à la vigne vierge, Shen Zhou (peinture) et Wang Ao (poésie), 1506-1509, dynastie Ming. Feuille d'album, encre et couleurs sur papier, Detroit Institute of Art.
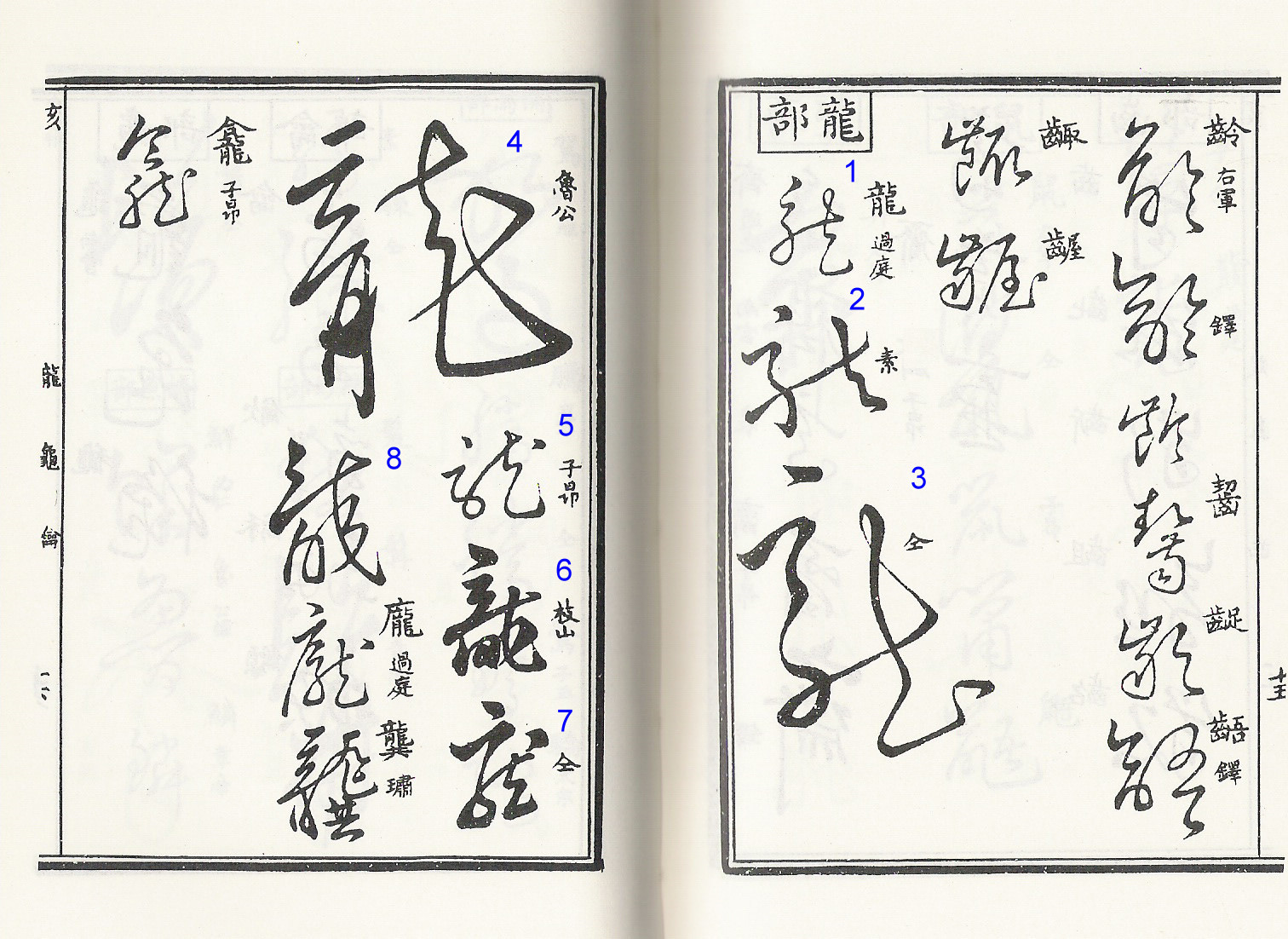
Huit variations du caractère 龍 (« dragon ») en cursive, tirées du livre Compilation des caractères cursifs, de Shi Liang (dynastie Qing). Les nombres ont été ajoutés par nous. Les artistes : 1. Sun Guoting ; 2-3. Huai Su ; 4. Yan Zhenqing ; 5. Zhao Mengfu ; 6-7. Zhu Zhishan ; 8. un anonyme.

## Instruments du calligraphe
Le papier, l'encre noire, le pinceau calligraphique, et la pierre à encre sont les instruments essentiels pour la pratique de la calligraphie extrême-orientale. Ces instruments sont connus sous le nom de « Quatre trésors du studio » (ch. trad. : 文房四寶 ; ch. simp. : 文房四宝) en Chine, et comme les « Quatre compagnons du studio » (문방사우 / 文房四友) en Corée ; pour plus de clarté, il est coutumier de dire « Quatre trésors du lettré. » Le dessous de table en feutre noir, le presse-papier, le porte-pinceaux, le sceau et sa pâte à encre, entre autres, accompagnent cette liste d'instruments.

### Papier
En Chine, le 'Xuanzhi'spécialité de la province de l'Anhui, est le papier favori, fait à partir du Tartar wingceltis Pteroceltis tartarianovi ainsi qu'avec un peu de paille de riz . Sa notoriété est telle que son nom est souvent utilisé abusivement pour des papiers faits dans d'autres régions, à base de matériaux comme le mûrier à papier (Broussonetia papyrifera), le bambou, le chanvre, le Wikstroemia sikokiana (荛花属, ráo huā shǔ), etc.
Au Japon, le washi est fait à partir de mûrier à papier (kozo), de Wikstroemia sikokiana (アオガンピ属 (ao ganpi zoku)), et Edgeworthia papyrifera (mitsumata), ainsi qu'avec du bambou, du chanvre et du blé.

### Encre: bâtonnet et pierre à encre
Bâtonnet d'encre
L'encre de Chine est faite à partir de suie noire et d'un liant, afin d'être transformée en bâtonnet solide, qui doit être usé sur la pierre à encre légèrement imbibée d'eau. Le bâtonnet, tenu à la verticale, est frotté circulairement jusqu'à obtention de la bonne densité. Les encres liquides prêtes à l'emploi sont déconseillées : elles empêchent le débutant de comprendre la nature de la calligraphie et leurs ingrédients n'offrent pas la qualité nécessaire à la fixation de l'œuvre pendant le marouflage.
Pierre à encre
La pierre à encre est communément faite en schiste. De couleur le plus souvent noire, elle sert à la fois de récipient pour l'eau, de râpe pour le bâtonnet d'encre, de surface permettant de lisser et réorganiser les poils du pinceau et finalement de récipient pour l'encre liquide ainsi produite. Il existe de nombreuses sortes de pierres, certaines peuvent atteindre des prix considérables.

### Pinceau
Le pinceau chinois est un outil d'écriture très particulier, qui préfigure le stylo : seule sa pointe est utilisée alors que l'arrière de la touffe sert de réservoir. Tous les poils d'animaux sans exception servent ou ont servi à fabriquer cette touffe, dont la flexibilité permet des mouvements extrêmement libres, d'où la richesse calligraphique.
L'utilisation de pinceaux en pointe synthétiques contenant de l'encre permet seulement de pratiquer lorsqu'on est loin de sa table de travail[réf. nécessaire].